# クチマガリスナガイ
クチマガリスナガイ（口曲がり砂貝）、学名 Bensonella lakainguta はスナガイ科に分類される殻長2.5mmほどの陸生の巻貝の一種。成貝の殻口が螺旋方向に沿わずに前方に曲がるためこの名がある。東アジアに分布するがそれぞれの分布地は飛び離れている。

## 分布
- 日本（本州、四国、九州）
- 台湾
- 中国

本種は過去100年以上にわたり、ヒマラヤ西部南麓に位置するインドのランダーから記載された Bensonella plicidens (Benson, 1849)と同種と見なされてきた。そのため、その分布記録はインドからブータン、中国、台湾を経て日本に至るまでの広範囲に離散的に広がっており、このような謎めいた分布パターンを示す陸産貝類は他に例がないと言われていた。
この謎の分布に対し Páll-Gergely & White (2023) は、同一種とされてきたものには実際は3種が含まれており、日本・台湾・中国東部のクチマガリスナガイは台湾からB. plicidens の亜種として記載された Bensonella lakainguta C.-C. Hwang, 2014 に当たり、同時にB. lakainguta は亜種ではなく独立種であると結論し、奇妙な分布の謎への解とした。
ただし中国大陸や台湾のものと日本産とでは依然として分布が飛び離れており、これらが将来的に別種扱になる可能性は残っている。
なお日本産のものをインドをタイプ産地とする plicidens に同定しながら、日本の固有種としている資料もあるが、少なくとも現時点では根拠がなく、論理的にも矛盾している。

## 形態

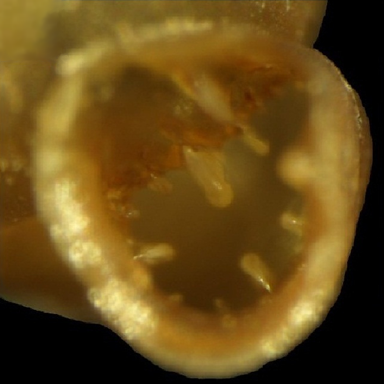
殻口内の歯は外に向かってフック状に曲がる。

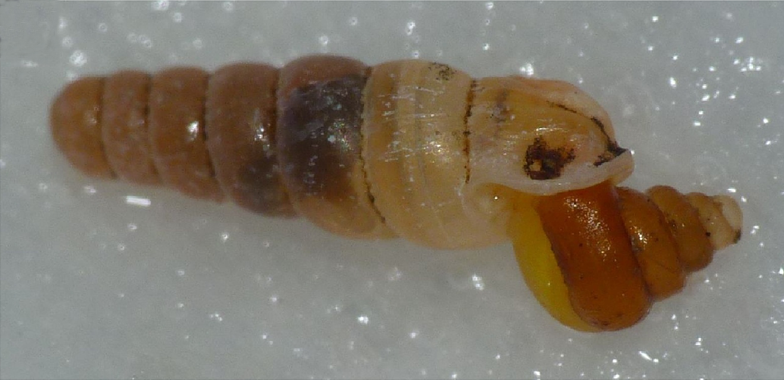
実験室内で本種を捕食するソメワケダワラ。

全形
成貝の殻長（殻高）は2.5mm前後、殻径2.0mm前後。成貝の螺層は約5層あり、全形は概ね円錐形となる。殻底には狭い臍孔がある。
色・彫刻　
殻色は全体に褐色で斑紋はない。殻表には成長線以外には特に彫刻はない。体は、頭部や触角は黒っぽく、足は淡灰色。
殻口
成貝の殻口は、それまで右に曲りながら成長しつつ描いてきた螺旋の方向から反れて左に曲がる結果、直進して前方にやや突出する形になる。これを「前方に曲がる」と表現する図鑑もある。
殻口内には多数の歯突起があり、奥に位置する多数の歯状突起は外に向かって鋭いフック状（鈎状）に曲がっている。すなわち内唇には外縁に接する単純な1歯と、その奥にフック状に曲がる5歯、外唇には外縁に接する単純な1歯と、その奥にフック状になる5-6歯、軸唇奥にもフック状になる2-3歯があり、極めて複雑である。
このような殻口の突出や殻口内面の歯状突起は、捕食者に対する防御に有効な形質だと考えられている。他の陸貝を捕食するソメワケダワラに本種を襲わせた実験では、正常な殻口をもつ個体の襲撃防御率は94.3％で、大部分が捕食者から逃れることができたが、殻口内の歯状突起を人為的に除去された個体では74.3%に減少し、突出部が除去され歯状突起だけの個体では防御率は48.6%に減り、更に両方の形質が除去されたものでは11.5％に減少して9割近くが襲撃防御に失敗した。従って殻口の突出と歯状突起の組み合わせによって捕食者に対してより一層の防御効果を上げていると考えられるという。
ただしクチマガリスナガイの分布域においてはソメワケダワラは外来種であるため、本来の捕食者は別の種ということになる。
蓋
本種が含まれる柄眼類は全て蓋をもたない。

## 生態
主に石灰岩地に分布し、石灰岩の表面に多く集まって生息する。

## 分類
日本を含む極東に分布するクチマガリスナガイは、ヒマラヤ産の Bensonella plicidens （タイプ産地はインド・ウッタラーカンド州・ランダー）に同定されてきたが、それらはヒマラヤ産とは別種であり、台湾から B. plicidens の亜種として記載された Bensonella lakainguta C.-C. Hwang, 2014（タイプ産地は屏東県・知本主山 / Mt. Zhibenzhushan, Pingtung County）に当たるとされた。
さらにヒマラヤ産の Bensonella plicidens とされてきたものには、殻口内の歯状突起がフック状になるものと単なる隆起でしかないものの2型があり、これらの違いは突起形成の段階の違いによる可能性も推定されていたが、Páll-Gergely & White (2023) は、これら2型を別種とし、フックにならないものを B. plicidens、フックになるもを新種  Bensonella hooki Páll-Gergely, 2023 として記載した。またクチマガリスナガイや B. hooki のようなフック状の歯状突起は、このグループで何度も繰り返し進化しており、属の特徴とすることはできないとしている。  